# Danh sách xã thuộc thành phố Cần Thơ
Tính đến ngày 1 tháng 11 năm 2024, thành phố Cần Thơ có 80 đơn vị hành chính cấp xã, trong đó có 36 xã.
Dưới đây là danh các xã thuộc thành phố Cần Thơ hiện nay.
| Xã            | Trực thuộc       | Diện tích (km²) | Dân số (người) | Mật độ dân số (người/km²) | Thành lập |
| ------------- | ---------------- | --------------- | -------------- | ------------------------- | --------- |
| Định Môn      | Huyện Thới Lai   |                 |                |                           |           |
| Đông Bình     | Huyện Thới Lai   |                 |                |                           |           |
| Đông Hiệp     | Huyện Cờ Đỏ      |                 |                |                           |           |
| Đông Thắng    | Huyện Cờ Đỏ      |                 |                |                           |           |
| Đông Thuận    | Huyện Thới Lai   |                 |                |                           |           |
| Giai Xuân     | Huyện Phong Điền |                 |                |                           |           |
| Mỹ Khánh      | Huyện Phong Điền |                 |                |                           |           |
| Nhơn Ái       | Huyện Phong Điền |                 |                |                           |           |
| Nhơn Nghĩa    | Huyện Phong Điền |                 |                |                           |           |
| Tân Thạnh     | Huyện Thới Lai   |                 |                |                           |           |
| Tân Thới      | Huyện Phong Điền |                 |                |                           |           |
| Thạnh An      | Huyện Vĩnh Thạnh |                 |                |                           |           |
| Thạnh Lộc     | Huyện Vĩnh Thạnh |                 |                |                           |           |
| Thạnh Lợi     | Huyện Vĩnh Thạnh |                 |                |                           |           |
| Thạnh Mỹ      | Huyện Vĩnh Thạnh |                 |                |                           |           |
| Thạnh Phú     | Huyện Cờ Đỏ      |                 |                |                           |           |
| Thạnh Quới    | Huyện Vĩnh Thạnh |                 |                |                           |           |
| Thạnh Thắng   | Huyện Vĩnh Thạnh |                 |                |                           |           |
| Thạnh Tiến    | Huyện Vĩnh Thạnh |                 |                |                           |           |
| Thới Đông     | Huyện Cờ Đỏ      |                 |                |                           |           |
| Thới Hưng     | Huyện Cờ Đỏ      |                 |                |                           |           |
| Thới Tân      | Huyện Thới Lai   |                 |                |                           |           |
| Thới Thạnh    | Huyện Thới Lai   |                 |                |                           |           |
| Thới Xuân     | Huyện Cờ Đỏ      |                 |                |                           |           |
| Trung An      | Huyện Cờ Đỏ      |                 |                |                           |           |
| Trung Hưng    | Huyện Cờ Đỏ      |                 |                |                           |           |
| Trung Thạnh   | Huyện Cờ Đỏ      |                 |                |                           |           |
| Trường Long   | Huyện Phong Điền |                 |                |                           |           |
| Trường Thành  | Huyện Thới Lai   |                 |                |                           |           |
| Trường Thắng  | Huyện Thới Lai   |                 |                |                           |           |
| Trường Xuân   | Huyện Thới Lai   |                 |                |                           |           |
| Trường Xuân A | Huyện Thới Lai   |                 |                |                           |           |
| Trường Xuân B | Huyện Thới Lai   |                 |                |                           |           |
| Vĩnh Bình     | Huyện Vĩnh Thạnh |                 |                |                           |           |
| Vĩnh Trinh    | Huyện Vĩnh Thạnh |                 |                |                           |           |
| Xuân Thắng    | Huyện Thới Lai   |                 |                |                           |           |